# Falkenbergs stadshus

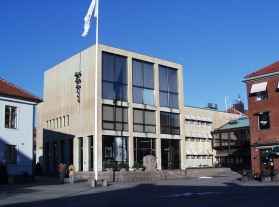
Falkenbergs stadshus, ritat av Lennart Tham. I bildens vänsterkant syns ett hörn av Falkenbergs rådhus.

Falkenbergs stadshus ritades av Lennart Tham och stod färdigt 1960. Byggnadens uppförande föregicks av arkitekttävlingar på 1940-talet. Thams ambition var att inordna stadshuset i omgivningens skala samtidigt som huset skulle visa att det var det viktigaste i staden och att det kom från en ny tid. 
Formmässigt är detta en starkt modernistisk byggnad, särskilt den vita kuben som skjuter ut och sluter torgrummet. Byggnaden kom att bli Thams sista och det projekt som knäckte hans hälsa[källa behövs]. Han dog året efter. Stadshuset tillsammans med torget och den direkta omgivningen förklarades som byggnadsminne 2006.
Framför stadshusets entré står "Himlajord", en granitskulptur av Tore Heby. Den illustrerar visan av Evert Taube om Gustaf Löfgren från Falkenberg, som utvandrade till Australien.